# 世貿財星廣場

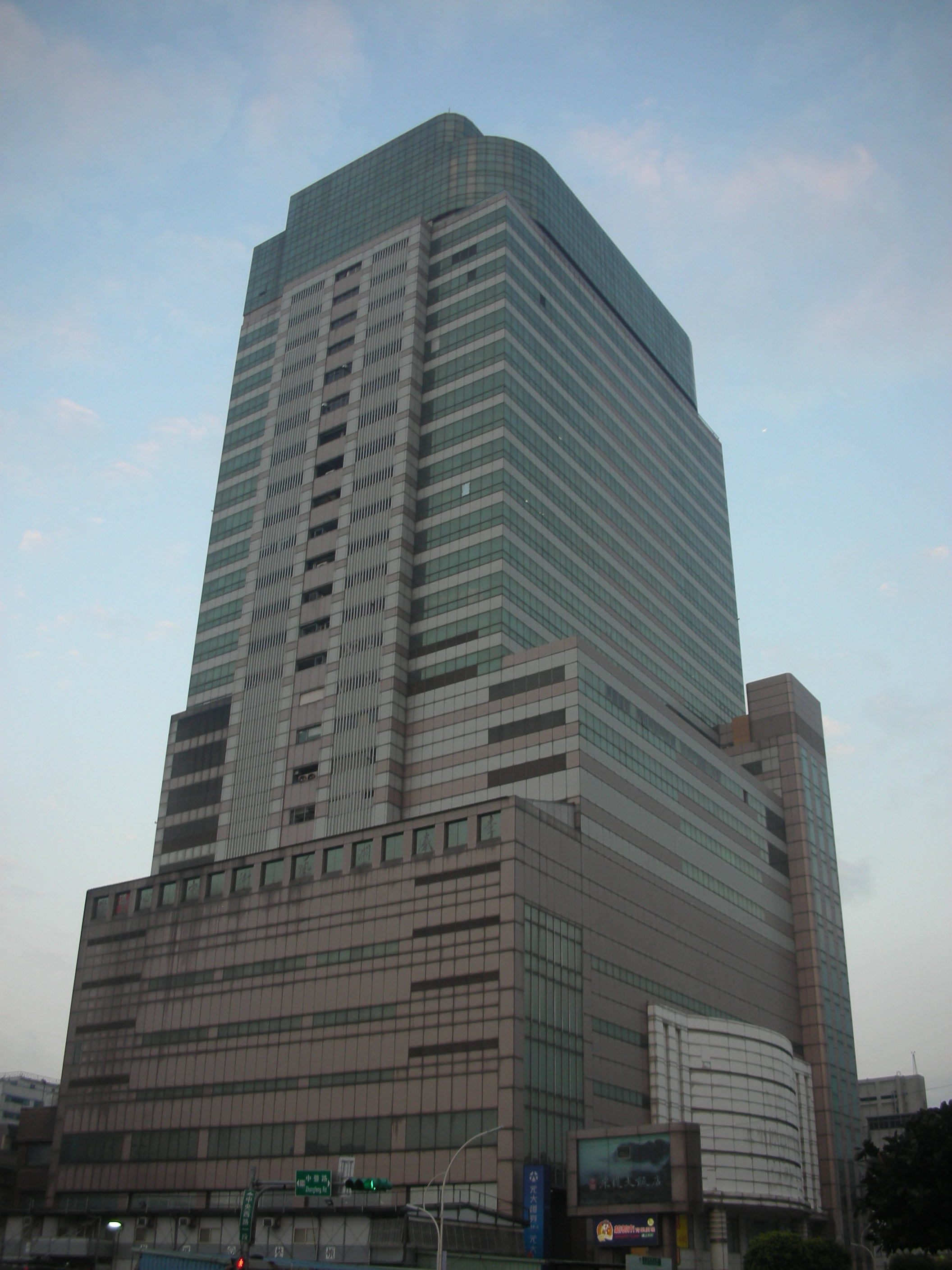
世貿財星廣場

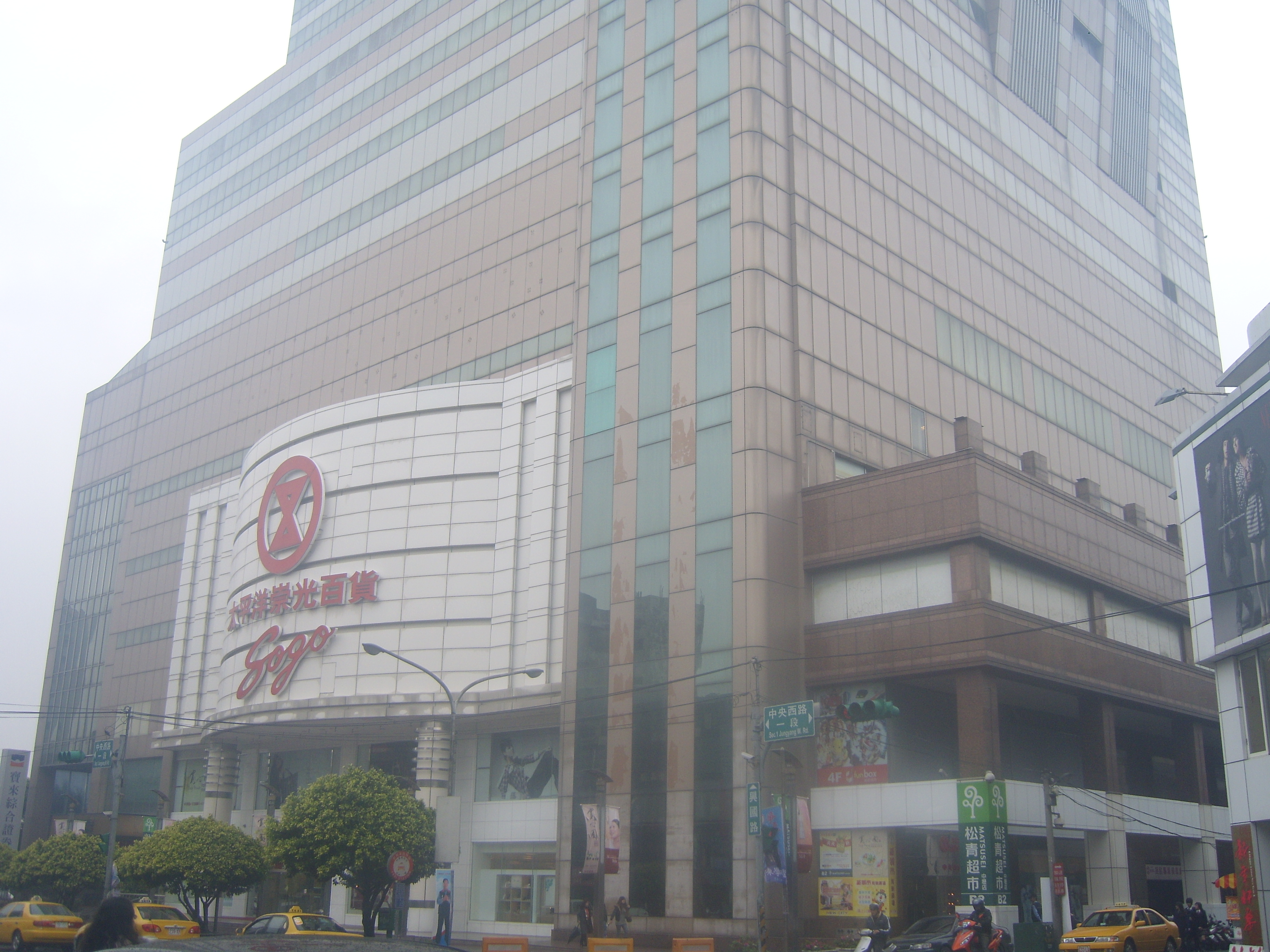
2010年的世貿財星廣場，當時樓下由太平洋SOGO中壢中央新館進駐營業

世貿財星廣場是位於台灣桃園市中壢區的高層建築，為地下四層、地上30層的建築，高度為116公尺，加上屋頂兩層突出物則高度增加到123.7公尺。世貿財星廣場完工於1993年，落成後不僅為桃園、更為桃竹苗四縣市的最高樓，為中壢地區的地標之一。直到2012年，位於桃園藝文特區的中悅一品完工，三棟38層大樓高153.28公尺，超越世貿財星廣場成為桃園最高大樓。